# Vorstendom Castiglione
Het vorstendom Castiglione was een nevenland van het hertogdom Mantua.
Het stadje Castiglione delle Stiviere kwam in 1592 aan Rodolfo Gonzaga, de jongste zoon van Lodewijk III Gonzaga, hertog van Mantua. Rodolfo werd in 1593 vermoord en opgevolgd door zijn zoon Francesco. Deze voerde vanaf 1609 de titel vorst ging. Met de dood van Ferdinando I in 1675 stierf het vorstelijke huis uit en kwam het vorstendom aan zijn neef Carlo Gonzaga, die al in het naburige Solferino heerste. Hierdoor verdubbelde de omvang van het vorstendom.
In 1691 kwamen de onderdanen vanwege de hoge belastingdruk in opstand tegen vorst Ferdinando II en deze was gedwongen zijn landje ontvluchten. Er volgde een lange periode van anarchie totdat Spaanse troepen uit Milaan de orde in 1699 herstelde. Dit gebeurde op last van keizer Leopold I in zijn hoedanigheid van leenheer. De keizer herstelde de vorst echter niet in het bezit van zijn vorstendom. Fernando II overleed in 1723 in ballingschap in Venetië. De keizer had tijdens de Spaanse Successieoorlog  de hertog van Mantua uit zijn functie gezet en het land bij Oostenrijk gevoegd, zodat Castiglione en Solferino dus herenigd konden worden met Mantua. De nakomelingen van Ferdinando II bleven aanspraak maken op het vorstendom totdat Luigi III (1745-1819) zijn rechten in 1773 aan Oostenrijk verkocht.
Regenten
| regering  | naam          | geboorte  | overlijden | relatie                  |
| --------- | ------------- | --------- | ---------- | ------------------------ |
| 1592-1593 | Rodolfo       | 7-3-1569  | 3-1-1593   | zoon van Alfonso Gonzaga |
| 1593-1616 | Francesco     | 27-4-1577 | 22-10-1616 | broer                    |
| 1616-1636 | Luigi         | 1611      | 22-2-1636  | zoon                     |
| 1636-1675 | Ferdinando I  | 1614      | 23-4-1675  | broer                    |
| 1675-1680 | Carlo         | 3-5-1616  | 31-5-1680  | neef                     |
| 1680-1707 | Ferdinando II | 28-8-1648 | 1-2-1723   | zoon                     |